# Ipimorpha nictitans
Ipimorpha nictitans là một loài bướm đêm trong họ Noctuidae.